# Young Ace
Young Ace (ヤングエース?, Yangu Ēsu) è una rivista giapponese mensile di manga seinen edita da Kadokawa Shoten e fondata nel 2009.

## Serie
- Ageha wo ou monotachi
- Akuma no Ikenie
- Another
- Black Rock Shooter: Innocent Soul
- Blood Lad
- Bungo Stray Dogs
- Concrete Revolutio[1]
- Echo/Zeon
- Echoes
- Erased
- L'estate in cui Hikaru è morto
- Furekurain
- Guyver
- Haijin-sama no End Contents
- Hōzuki-san Chi no Aneki[2]
- Isekai izakaya "Nobu"
- Inari, konkon, koi iroha
- Isuca
- Kill la Kill
- Kurosagi - Consegna cadaveri
- La scomparsa di Yuki Nagato (spin off di La malinconia di Haruhi Suzumiya)
- Lawful Drugstore
- Mirai Nikki Paradox
- MPD Psycho
- Mōhitsu Hallucination
- More than a Married Couple, but Not Lovers
- Nana maru san batsu
- Neon Genesis Evangelion
- Panty & Stocking with Garterbelt
- Risou no Himo Seikatsu
- Steins;Gate 0
- Sugar Dark
- Summer Wars
- Un mazzo di fiori per una come me[3]
- Yakumo Hakkai